# Laureados com o Nobel de Literatura

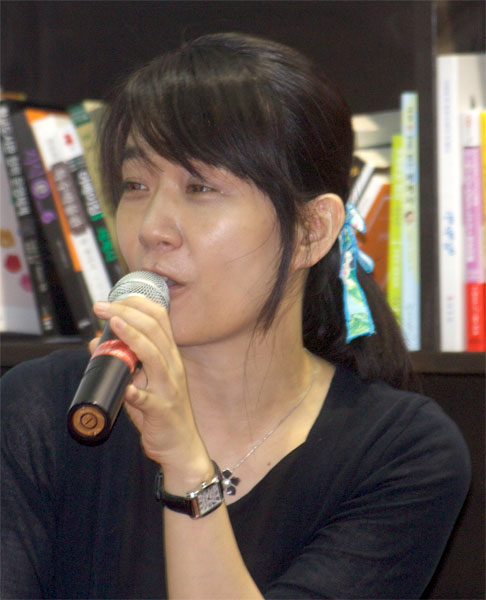
Atual laureada: Han Kang

O Nobel de Literatura (em sueco: Nobelpriset i litteratur) é concedido anualmente pela Academia Sueca a autores que fizeram notáveis contribuições ao campo da literatura. É um dos cinco Prêmios Nobel criados em razão do desejo expresso pelo testamento de Alfred Nobel em 1895, atribuídos para contribuições destacáveis em química, física, literatura, paz e fisiologia ou medicina. Segundo os escritos do testamento, o prêmio é administrado pela Fundação Nobel e concedido por um comitê que consiste em 5 membros eleitos pela Academia Sueca. O primeiro Nobel de Literatura foi concedido em 1901 ao francês Sully Prudhomme. Cada laureado recebe uma medalha, um diploma e um prêmio monetário que varia ao longo dos anos. Em 1901, Prudhomme recebeu 150 782 de coroas, o equivalente a 8 823 637,78 de coroas em janeiro de 2018, enquanto que Kazuo Ishiguro, laureado de 2017, recebeu a quantia de oito milhões de coroas. O prêmio é apresentado em Estocolmo em uma cerimônia anual em 10 de dezembro, aniversário da morte de Nobel.
Até 2024, o Nobel de Literatura foi concedido a um total de 121 indivíduos. Ao receber o prêmio, em 1958, Boris Pasternak foi forçado a recusá-lo publicamente sob pressão do governo da União Soviética. Em 1964, Jean-Paul Sartre anunciou que não gostaria de aceitar Nobel, dando continuidade a uma prática sua de recusar todas as honrarias oficiais que recebe. No entanto, o comitê do Nobel não reconhece as recusas e inclui Pasternak e Sartre em sua lista de laureados.
Dezoito mulheres receberam o Nobel de Literatura, mais que qualquer outro Prêmio Nobel, à exceção do da Paz. Desde a primeira entrega do Nobel de Literatura, houve quatro momentos nos quais o prêmio foi dado a duas pessoas (1904, 1917, 1966, 1974). Em sete anos, o prêmio não foi concedido (1914, 1918, 1935 e de 1940 a 1943). O país com o maior número de laureados é a França (16), seguida dos Estados Unidos (12) e do Reino Unido (11). Os únicos sul-americanos a ganharem o prêmio foram os chilenos Gabriela Mistral (1945) e Pablo Neruda (1971), o colombiano Gabriel Garcia Márquez (1982) e o peruano Mario Vargas Llosa (2010). O único falante de língua portuguesa a receber a premiação foi José Saramago (1998).

## Lista dos laureados
1901 • 1910 • 1920 • 1930 • 1940 • 1950 • 1960 • 1970 • 1980 • 1990 • 2000 • 2010 • 2020
| Ano  | Imagem                      | Laureado (Nascimento–Falecimento)   | País                        | Língua                      | Citação | Área                                                  |
| ---- | --------------------------- | ----------------------------------- | --------------------------- | --------------------------- | --- | ----------------------------------------------------- |
| 1901 |                             | Sully Prudhomme (1839–1907)         | França                      | Francês                     | "em especial reconhecimento a sua composição poética, que dá provas de idealismo elevado, perfeição artística e uma combinação rara das qualidades do coração e do intelecto" | poesia, ensaio                                        |
| 1902 |                             | Theodor Mommsen (1817–1903)         | Alemanha                    | Alemão                      | "o maior mestre vivo da arte da escrita histórica, com referência especial à sua monumental obra: A História de Roma" | história                                              |
| 1903 |                             | Bjørnstjerne Bjørnson (1832–1910)   | Noruega                     | Norueguês                   | "como um tributo à sua poesia nobre, magnífica e versátil, que sempre se distinguiu pela frescura da sua inspiração como pela rara pureza do seu espírito" | poesia, romance, drama                                |
| 1904 |                             | Frédéric Mistral (1830–1914)        | França                      | Provençal                   | "em reconhecimento à originalidade fresca e verdadeira inspiração de sua produção poética, que reflete fielmente o cenário natural e o espírito nativo do seu povo, e, além disso, seu trabalho significativo como um filólogo provençal" | poesia, filologia                                     |
| 1904 |                             | José Echegaray (1832–1916)          | Espanha                     | Espanhol                    | "em reconhecimento às inúmeras e brilhantes composições que, de forma individual e original, reviveram as grandes tradições do drama espanhol" | drama                                                 |
| 1905 |                             | Henryk Sienkiewicz (1846–1916)      | Polônia                     | Polonês                     | "por causa de seus notáveis méritos como escritor épico" | romance                                               |
| 1906 |                             | Giosuè Carducci (1835–1907)         | Itália                      | Italiano                    | "não apenas em consideração a sua aprendizagem profunda e investigação crítica, mas sobretudo como uma homenagem à energia criativa, o frescor do estilo, e a força lírica que caracterizam suas obras poéticas" | poesia                                                |
| 1907 |                             | Rudyard Kipling (1865–1936)         | Reino Unido                 | Inglês                      | "em consideração ao poder de observação, originalidade de imaginação, virilidade de ideias e talento notável para a narração que caracterizam as criações deste autor mundialmente famoso" | romance, conto, poesia                                |
| 1908 |                             | Rudolf Eucken (1846–1926)           | Alemanha                    | Alemão                      | "em reconhecimento à sua busca sincera da verdade, sua penetrante força de pensamento, seu amplo campo de visão, e o calor e a firmeza de apresentação com as quais, em seus numerosos trabalhos, tem justificado e desenvolvido uma idealista filosofia de vida" | filosofia                                             |
| 1909 |                             | Selma Lagerlöf (1858–1940)          | Suécia                      | Sueco                       | "em apreciação pelo idealismo sublime, imaginação vívida e percepção espiritual que caracterizam seus escritos" | romance, conto                                        |
| 1910 |                             | Paul von Heyse (1830–1914)          | Alemanha                    | Alemão                      | "como um tributo à habilidade artística completa, impregnada de idealismo, que demonstrou durante sua longa e produtiva carreira como poeta lírico, dramaturgo, romancista e escritor de contos de renome mundial" | poesia, drama, romance, conto                         |
| 1911 |                             | Maurice Maeterlinck (1862–1949)     | Bélgica                     | Francês                     | "em apreciação às suas atividades literárias multifacetadas, e especialmente por seus trabalhos dramáticos, que se distinguem por uma riqueza de imaginação e uma fantasia poética, que revelam, por vezes sob a forma de um conto de fadas, uma inspiração profunda, enquanto que de uma maneira misteriosa, apelam para os sentimentos dos próprios leitores e estimulam suas imaginações" | drama, poesia, ensaio                                 |
| 1912 |                             | Gerhart Hauptmann (1862–1946)       | Alemanha                    | Alemão                      | "principalmente em reconhecimento à sua produção fértil, variada e de destaque no domínio da arte dramática" | drama, romance                                        |
| 1913 |                             | Rabindranath Tagore (1861–1941)     | Reino Unido                 | Bengali e inglês            | "pelo seu poema profundamente sensível, fresco, e belo, pelo qual, com consumada perícia, ele fez do seu pensamento poético, expresso nas suas próprias palavras inglesas, uma parte da literatura do ocidente" | poesia, romance, drama, conto, música                 |
| 1914 | O prêmio não foi atribuído. | O prêmio não foi atribuído.         | O prêmio não foi atribuído. | O prêmio não foi atribuído. | O prêmio não foi atribuído. | O prêmio não foi atribuído.                           |
| 1915 |                             | Romain Rolland (1866–1944)          | França                      | Francês                     | "como um tributo ao elevado idealismo de sua produção literária e pela simpatia e amor à verdade com os quais descreveu os diferentes tipos de seres humanos" | romance                                               |
| 1916 |                             | Verner von Heidenstam (1859–1940)   | Suécia                      | Sueco                       | "em reconhecimento do seu significado como o representante principal de uma nova era em nossa literatura" | poesia, romance                                       |
| 1917 |                             | Karl Adolph Gjellerup (1857–1919)   | Dinamarca                   | Dinamarquês                 | "por sua poesia variada e rica, que é inspirada por nobres ideais" | poesia                                                |
| 1917 |                             | Henrik Pontoppidan (1857–1943)      | Dinamarca                   | Dinamarquês                 | "por suas descrições autênticas da vida de hoje na Dinamarca" | romance                                               |
| 1918 | O prêmio não foi atribuído. | O prêmio não foi atribuído.         | O prêmio não foi atribuído. | O prêmio não foi atribuído. | O prêmio não foi atribuído. | O prêmio não foi atribuído.                           |
| 1919 |                             | Carl Spitteler (1845–1924)          | Suíça                       | Alemão                      | "em especial agradecimento por seu épico: Primavera Olímpica" | poesia                                                |
| 1920 |                             | Knut Hamsun (1859–1952)             | Noruega                     | Norueguês                   | "por seu trabalho monumental: Os Frutos da Terra" | romance                                               |
| 1921 |                             | Anatole France (1844–1924)          | França                      | Francês                     | "em reconhecimento por suas brilhantes realizações literárias, caracterizadas como elas são, por uma nobreza de estilo, uma profunda simpatia humana, graça, e um verdadeiro temperamento gaulês" | romance, poesia                                       |
| 1922 |                             | Jacinto Benavente (1866–1954)       | Espanha                     | Espanhol                    | "pelo modo agradável com que deu sequência ao tradicional drama espanhol" | drama                                                 |
| 1923 |                             | William Butler Yeats (1865–1939)    | Irlanda                     | Inglês                      | "por sua poesia sempre inspirada, que em uma forma altamente artística dá expressão ao espírito de uma nação inteira" | poesia                                                |
| 1924 |                             | Władysław Reymont (1867–1925)       | Polônia                     | Polonês                     | "por seu grande épico nacional, Os Camponeses" | romance                                               |
| 1925 |                             | George Bernard Shaw (1856–1950)     | Irlanda                     | Inglês                      | "por seu trabalho que é marcado pelo idealismo e humanidade, sua sátira estimulante muitas vezes sendo infundida com uma singular beleza poética" | drama, crítica literária                              |
| 1926 |                             | Grazia Deledda (1871–1936)          | Itália                      | Italiano                    | "por seus escritos idealisticamente inspirados que, com clareza plástica descreve a vida na sua ilha natal e com profundidade e simpatia trata dos problemas humanos em geral" | poesia, romance                                       |
| 1927 |                             | Henri Bergson (1859–1941)           | França                      | Francês                     | "em reconhecimento às suas ideias ricas e vitalizantes e à habilidade genial com que elas têm sido apresentadas" | filosofia                                             |
| 1928 |                             | Sigrid Undset (1882–1949)           | Noruega                     | Norueguês                   | "principalmente pelas suas fortes descrições da vida nórdica durante a Idade Média" | romance                                               |
| 1929 |                             | Thomas Mann (1875–1955)             | Alemanha                    | Alemão                      | "principalmente por seu grande romance, Buddenbrooks, que ganhou reconhecimento cada vez maior como uma das obras clássicas da literatura contemporânea" | romance, conto, ensaio                                |
| 1930 |                             | Sinclair Lewis (1885–1951)          | Estados Unidos              | Inglês                      | "por sua arte vigorosa e gráfica de descrição e sua capacidade de criar com sagacidade e humor, novos tipos de personagens" | romance, conto, drama                                 |
| 1931 |                             | Erik Axel Karlfeldt (1864–1931)     | Suécia                      | Sueco                       | "A poesia de Erik Axel Karlfeldt" | poesia                                                |
| 1932 |                             | John Galsworthy (1867–1933)         | Reino Unido                 | Inglês                      | "por sua arte distinta de narração, que tem sua forma mais elevada em The Forsyte Saga" | romance                                               |
| 1933 |                             | Ivan Bunin (1870–1953)              | União Soviética ·           | Russo                       | "pela habilidade artística precisa com que deu continuidade às tradições clássicas russas na prosa" | conto, poesia, romance                                |
| 1934 |                             | Luigi Pirandello (1867–1936)        | Itália                      | Italiano                    | "por sua revitalização arrojada e engenhosa da arte dramática e cênica" | drama, romance, conto                                 |
| 1935 | O prêmio não foi atribuído. | O prêmio não foi atribuído.         | O prêmio não foi atribuído. | O prêmio não foi atribuído. | O prêmio não foi atribuído. | O prêmio não foi atribuído.                           |
| 1936 |                             | Eugene O'Neill (1888–1953)          | Estados Unidos              | Inglês                      | "pela força, honestidade e emoções intensas de suas obras dramáticas, que incorporam um conceito original da tragédia" | drama                                                 |
| 1937 |                             | Roger Martin du Gard (1881–1958)    | França                      | Francês                     | "pela força artística e verdade com que descreveu os conflitos humanos, bem como alguns aspectos fundamentais da vida contemporânea em seu ciclo de romances Les Thibault" | romance                                               |
| 1938 |                             | Pearl S. Buck (1892–1973)           | Estados Unidos              | Inglês                      | "por suas ricas e verdadeiras descrições épicas da vida dos camponeses na China e por seus trabalhos biográficos" | romance, biografia                                    |
| 1939 |                             | Frans Eemil Sillanpää (1888–1964)   | Finlândia                   | Finlandês                   | "por seu profundo entendimento dos camponeses de seu país e pela arte requintada com que retratou seus modos de vida e suas relações com a natureza" | romance                                               |
| 1940 | O prêmio não foi atribuído. | O prêmio não foi atribuído.         | O prêmio não foi atribuído. | O prêmio não foi atribuído. | O prêmio não foi atribuído. | O prêmio não foi atribuído.                           |
| 1941 | O prêmio não foi atribuído. | O prêmio não foi atribuído.         | O prêmio não foi atribuído. | O prêmio não foi atribuído. | O prêmio não foi atribuído. | O prêmio não foi atribuído.                           |
| 1942 | O prêmio não foi atribuído. | O prêmio não foi atribuído.         | O prêmio não foi atribuído. | O prêmio não foi atribuído. | O prêmio não foi atribuído. | O prêmio não foi atribuído.                           |
| 1943 | O prêmio não foi atribuído. | O prêmio não foi atribuído.         | O prêmio não foi atribuído. | O prêmio não foi atribuído. | O prêmio não foi atribuído. | O prêmio não foi atribuído.                           |
| 1944 |                             | Johannes Vilhelm Jensen (1873–1950) | Dinamarca                   | Dinamarquês                 | "pela força rara e fertilidade de sua imaginação poética com a qual se combinam uma curiosidade intelectual de amplo alcance e um estilo arrojado, vivamente criativo" | drama, conto                                          |
| 1945 |                             | Gabriela Mistral (1889–1957)        | Chile                       | Espanhol                    | "por sua poesia lírica, inspirada por fortes emoções, que fez de seu nome um símbolo das aspirações idealistas de todo o mundo latino-americano" | poesia                                                |
| 1946 |                             | Hermann Hesse (1877–1962)           | Alemanha · Suíça ·          | Alemanha                    | "por seus escritos inspirados que, enquanto crescem em audácia e penetração, exemplificam os ideais humanitários clássicos e as altas qualidades de estilo" | romance, poesia                                       |
| 1947 |                             | André Gide (1869–1951)              | França                      | Francês                     | "por seus escritos solidários e artisticamente significativos, nos quais os problemas e as condições humanas são apresentados com um destemido amor pela verdade e uma intuição psicológica aguda" | romance, ensaio                                       |
| 1948 |                             | T. S. Eliot (1888–1965)             | Reino Unido ·               | Inglês                      | "por sua contribuição pioneira e notável à poesia contemporânea" | poesia                                                |
| 1949 |                             | William Faulkner (1897–1962)        | Estados Unidos              | Inglês                      | "por sua contribuição forte e artisticamente incomparável para o moderno romance americano" | romance, conto                                        |
| 1950 |                             | Bertrand Russell (1872–1970)        | Reino Unido                 | Inglês                      | "em reconhecimento aos seus escritos variados e significativos, nos quais defende os ideais humanitários e a liberdade de pensamento" | filosofia                                             |
| 1951 |                             | Pär Lagerkvist (1891–1974)          | Suécia                      | Sueco                       | "pelo vigor artístico e verdadeira independência de pensamento com que esforça-se, em sua poesia, para achar respostas para as eternas questões que afrontam a humanidade" | poesia, romance, conto, drama                         |
| 1952 |                             | François Mauriac (1885–1970)        | França                      | Francês                     | "pela intuição espiritual profunda e pela intensidade artística com que, em seus romances, penetrou no drama da vida humana" | romance, conto                                        |
| 1953 |                             | Winston Churchill (1874–1965)       | Reino Unido                 | Inglês                      | "por sua maestria na descrição histórica e biográfica, bem como pela brilhante oratória em defesa dos valores humanos" | história, ensaio, memórias                            |
| 1954 |                             | Ernest Hemingway (1899–1961)        | Estados Unidos              | Inglês                      | "por sua maestria da arte narrativa, mais recentemente demonstrada em "O Velho e O Mar", e pela influência que exerceu no estilo contemporâneo" | romance, conto, roteiro                               |
| 1955 |                             | Halldór Laxness (1902–1998)         | Islândia                    | Islandês                    | "por seu épico vívido e poderoso que renovou a grande arte narrativa da Islândia" | romance, conto, drama, poesia                         |
| 1956 |                             | Juan Ramón Jiménez (1881–1958)      | Espanha                     | Espanhol                    | "por sua poesia lírica, que na língua espanhola constitui um exemplo de espírito elevado e pureza artística" | poesia                                                |
| 1957 |                             | Albert Camus (1913–1960)            | França ·                    | Francês                     | "por sua produção literária importante, que com lúcida sinceridade ilumina os problemas da consciência humana em nossos tempos" | romance, conto, drama, filosofia, ensaio              |
| 1958 |                             | Boris Pasternak (1890–1960)         | União Soviética             | Russo                       | "por sua importante conquista tanto na poesia lírica contemporânea como no campo da grande e épica tradição russa" | romance, poesia, tradução                             |
| 1959 |                             | Salvatore Quasimodo (1901–1968)     | Itália                      | Italiano                    | "por sua poesia lírica, que com fogo clássico expressa a experiência trágica da vida em nossos tempos" | poesia                                                |
| 1960 |                             | Saint-John Perse (1887–1975)        | França                      | Francês                     | "pelos vôos e imagens evocativas da sua poesia, que de uma forma visionária refletem as condições do nosso tempo" | poesia                                                |
| 1961 |                             | Ivo Andrić (1892–1975)              | Iugoslávia ·                | Servo-croata                | "pela força épica com a qual ele traçou temas e descreveu destinos humanos desenhados a partir da história de seu país" | romance, conto                                        |
| 1962 |                             | John Steinbeck (1902–1968)          | Estados Unidos              | Inglês                      | "por seus escritos realistas e imaginativos, combinando-os com humor simpático e percepção social afiado" | romance, conto, roteiro                               |
| 1963 |                             | Giórgos Seféris (1900–1971)         | Grécia ·                    | Grego                       | "pela sua escrita eminentemente lírica, inspirada por um sentimento profundo para o mundo helênico de cultura" | poesia, ensaio, memórias                              |
| 1964 |                             | Jean-Paul Sartre (1905–1980)        | França                      | Francês                     | "que pelo seu trabalho, rico em idéias e preenchido com o espírito da liberdade e em busca da verdade, exerceu uma influência profunda na nossa época" | romance, filosofia, drama, crítica literária, roteiro |
| 1965 |                             | Michail Sholokhov (1905–1984)       | União Soviética             | Russo                       | "pelo poder artístico e integridade com a qual, em seu épico Don, ele deu expressão a uma fase histórica na vida do povo russo" | romance                                               |
| 1966 |                             | Shmuel Yosef Agnon (1888–1970)      | Israel ·                    | Hebraico                    | "por sua arte narrativa profundamente característica com motivos da vida do povo judeu" | romance, conto                                        |
| 1966 |                             | Nelly Sachs (1891–1970)             | Suécia ·                    | Alemão                      | "pela sua excelente escrita lírica e dramática, que interpreta o destino de Israel com toque de força" | poesia, drama                                         |
| 1967 |                             | Miguel Ángel Asturias (1899–1974)   | Guatemala                   | Espanhol                    | "pela sua realização literária vívida, profundamente enraizada nos traços nacionais e tradições dos povos indígenas da América Latina" | romance, poesia                                       |
| 1968 |                             | Yasunari Kawabata (1899–1972)       | Japão                       | Japonês                     | "por sua maestria narrativa, que com grande sensibilidade expressa a essência da mente japonesa" | romance, conto                                        |
| 1969 |                             | Samuel Beckett (1906–1989)          | Irlanda                     | Inglês e francês            | "pela sua escrita, que — em novas formas para o romance e drama — na destituição do homem moderno adquire sua elevação" | romance, drama, poesia                                |
| 1970 |                             | Alexander Soljenítsin (1918–2008)   | União Soviética             | Russo                       | "pela força ética com a qual ele tem perseguido as indispensáveis tradições da literatura russa" | romance                                               |
| 1971 |                             | Pablo Neruda (1904–1973)            | Chile                       | Espanhol                    | "pela poesia que, com a ação de uma força elemental, reaviva o destino e os sonhos de um continente" | poesia                                                |
| 1972 |                             | Heinrich Böll (1917–1985)           | Alemanha Ocidental          | Alemão                      | "pela sua escrita que, através da combinação de uma perspectiva ampla sobre seu tempo com uma habilidade sensível de caracterização, contribuiu para a renovação da literatura alemã" | romance, conto                                        |
| 1973 |                             | Patrick White (1912–1990)           | Austrália ·                 | Inglês                      | "por uma arte narrativa épica e psicológica que introduziu um novo continente à Literatura" | romance, conto                                        |
| 1974 |                             | Eyvind Johnson (1900–1976)          | Suécia                      | Sueco                       | "por uma narrativa, perspicaz em terras em terra e idades, a serviço da liberdade" | romance                                               |
| 1974 |                             | Harry Martinson (1904–1978)         | Suécia                      | Sueco                       | "por escritos que capturam a gota de orvalho e refletem sobre o cosmos" | poesia, romance, drama                                |
| 1975 |                             | Eugenio Montale (1896–1981)         | Itália                      | Italiano                    | "por sua poesia distinta que, com grande sensibilidade artística, interpretou os valores humanos sob o signo de uma visão da vida sem ilusões" | poesia                                                |
| 1976 |                             | Saul Bellow (1915–2005)             | Estados Unidos ·            | Inglês                      | "para o entendimento humano e sutil análise da cultura contemporânea que são combinados em sua obra" | romance, conto                                        |
| 1977 |                             | Vicente Aleixandre (1898–1984)      | Espanha                     | Espanhol                    | "para uma escrita poética criativa que ilumina a condição do homem no cosmos e na sociedade atual, ao mesmo tempo que representa a grande renovação das tradições de poesia espanhola entre as guerras" | poesia                                                |
| 1978 |                             | Isaac Bashevis Singer (1902–1991)   | Estados Unidos ·            | Iídiche                     | "por sua apaixonante narrativa artística que, com suas raízes na cultura tradicional polaco judaica,traz a condição universal e humana para a vida" | romance, conto, memórias                              |
| 1979 |                             | Odysséas Elýtis (1911–1996)         | Grécia                      | Grego                       | "pela sua poesia, que, com a tradição grega em pano de fundo, descreve com força sensorial e visão intelectual a luta do homem moderno pela liberdade e criatividade" | poesia, ensaio                                        |
| 1980 |                             | Czesław Miłosz (1911–2004)          | Polónia ·                   | Polonês                     | "que com visão descomprometida oferece a voz à condição exposta do homem num mundo de conflitos severos" | poesia, ensaio                                        |
| 1981 |                             | Elias Canetti (1905–1994)           | Reino Unido ·               | Alemão                      | "por escritos marcados por uma ampla perspectiva, uma riqueza de ideias e poder artístico" | romance, drama, memórias, ensaios                     |
| 1982 |                             | Gabriel García Márquez (1927–2014)  | Colômbia                    | Espanhol                    | "pelos seus romances e contos, em que o fantástico e o real se combinam num mundo densamente composto pela imaginação, reflectindo a vida e os conflitos de um continente" | romance, conto, roteiro                               |
| 1983 |                             | William Golding (1911–1993)         | Reino Unido                 | Inglês                      | "pelos seus romances que, com a perspicácia da arte narrativa e a diversidade e universalidade do mito, lançam luz sobre a condição humana hoje em dia" | romance, poesia, drama                                |
| 1984 |                             | Jaroslav Seifert (1901–1986)        | Tchecoslováquia ·           | Tcheco                      | "pela sua poesia que dotada de frescura, e poder inventivo oferece uma imagem libertadora do indomável espírito e versatilidade do Homem" | poesia                                                |
| 1985 |                             | Claude Simon (1913–2005)            | França                      | Francês                     | "que no seu romance combina a criatividade do poeta e a do pintor com um sentido aprofundado do tempo no retrato que faz da condição humana" | romance                                               |
| 1986 |                             | Wole Soyinka (1934–)                | Nigéria                     | Inglês                      | "que numa perspectiva cultural ampla e com segundos sentidos poéticos perscruta o drama da existência" | drama, romance, poesia                                |
| 1987 |                             | Joseph Brodsky (1940–1996)          | Estados Unidos ·            | Russo e inglês              | "por um trabalho de grande envergadura, imbuído de clareza de pensamento e intensidade poética" | poesia, ensaio                                        |
| 1988 |                             | Naguib Mahfouz (1911–2006)          | Egito                       | Árabe                       | "que, por trabalhos ricos em matizes — já vividamente realistas, já evocativamente ambíguos — formou uma arte narrativa árabe que se aplica a toda a humanidade" | romance                                               |
| 1989 |                             | Camilo José Cela (1916–2002)        | Espanha                     | Espanhol                    | "por uma prosa rica e intensa, que com compaixão contida forma uma visão desafiadora da vulnerabilidade humana" | romance, conto                                        |
| 1990 |                             | Octavio Paz (1914–1998)             | México                      | Espanhol                    | "por uma escrita apaixonada de horizontes largos, caracterizada por inteligência sensorial e integridade humanista" | poesia, ensaio                                        |
| 1991 |                             | Nadine Gordimer (1923–2014)         | África do Sul               | Inglês                      | "que pela sua magnífica escrita epica trouxe - nas palavras de Alfred Nobel - um grande benefício para a humanidade" | poesia, ensaio                                        |
| 1992 |                             | Derek Walcott (1930–2017)           | Santa Lúcia                 | Inglês                      | "por uma obra poética de grande luminosidade, sustentada numa visão histórica, o resultado de um compromisso multicultural" | poesia, drama                                         |
| 1993 |                             | Toni Morrison (1931–2019)           | Estados Unidos              | Inglês                      | "que em romances caracterizados por força visionária e lastro poético, oferece vida a um aspecto essencial da realidade dos Estados Unidos" | romance                                               |
| 1994 |                             | Kenzaburo Oe (1935–2023)            | Japão                       | Japonês                     | "que com força poética cria um mundo imaginado, onde a vida e o mito se condensam para formar o desenho desconcertante das dificuldades do homem de hoje" | romance, conto                                        |
| 1995 |                             | Seamus Heaney (1939–2013)           | Irlanda                     | Inglês                      | "por trabalhos de uma beleza lírica e profundidade ética, quer exaltam os milagres quotidianos e o viver passado" | poesia                                                |
| 1996 |                             | Wisława Szymborska (1923–2012)      | Polónia                     | Polonês                     | "pela poesia que, com precisão irônica, permite que contextos históricos e biológicos venham à tona, em fragmentos de realidade humana" | poesia                                                |
| 1997 |                             | Dario Fo (1926–2016)                | Itália                      | Italiano                    | "que emula os bobos medievais no questionar da autoridade e no apoio à dignidade dos caídos" | drama                                                 |
| 1998 |                             | José Saramago (1922–2010)           | Portugal                    | Português                   | "que, com parábolas portadoras de imaginação, compaixão e ironia torna constantemente compreensível uma realidade fugidia" | romance, drama, poesia                                |
| 1999 |                             | Günter Grass (1927–2015)            | Alemanha                    | Alemão                      | "que, com vivas fábulas negras, desenhou o rosto oculto da história" | romance, drama, poesia                                |
| 2000 |                             | Gao Xingjian (1940–)                | França                      | Chinês                      | "por uma obra de valor universal, uma lucidez amarga e uma ingenuidade linguística que abriram novos caminhos para o romance e o teatro chineses" | romance, drama, crítica literária                     |
| 2001 |                             | Vidiadhar Naipaul (1932–2018)       | Reino Unido ·               | Inglês                      | "por ter unido narrativa perceptiva e escrutínio incorruptível em obras que nos compelem a ver a presença de histórias suprimidas" | romance, ensaio                                       |
| 2002 |                             | Imre Kertész (1929–2016)            | Hungria                     | Húngaro                     | "pela escrita que apoia a frágil experiência do indivíduo contra a bárbara arbitrariedade da história" | romance                                               |
| 2003 |                             | J.M. Coetzee (1940–)                | Austrália ·                 | Inglês                      | "que com inumeráveis disfarces retrata o envolvimento surpreendente do forasteiro" | romance, ensaio, tradução                             |
| 2004 |                             | Elfriede Jelinek (1946–)            | Áustria                     | Alemão                      | "pelo seu fluxo musical de vozes e contra-vozes em novelas e peças que com extraordinário zelo linguístico revelam o absurdo dos clichés/clichês da sociedade e o seu poder subjugante" | romance, drama                                        |
| 2005 |                             | Harold Pinter (1930–2008)           | Reino Unido                 | Inglês                      | "que nas suas peças descobre o precipício sob o murmúrio do dia-a-dia e força a entrada nos quartos escuros da opressão" | drama, roteiro                                        |
| 2006 |                             | Orhan Pamuk (1952–)                 | Turquia                     | Turco                       | "que na busca pela alma melancólica da sua cidade natal descobriu novos símbolos para o choque e interligação de culturas" | romance, roteiro, ensaio                              |
| 2007 |                             | Doris Lessing (1919–2013)           | Reino Unido                 | Inglês                      | "tal epicista da experiência feminina que, com ceticismo, ardor e poder visionário sujeitou uma civilização dividia ao escrutínio" | romance, drama, poesia, conto, memórias               |
| 2008 |                             | J. M. G. Le Clézio (1940–)          | França · Ilhas Maurícias    | Francês                     | "autor de novas partidas, aventura poética e êxtase sensual, explorador da humanidade além e sob a civilização regente" | romance, conto, ensaio, tradução                      |
| 2009 |                             | Herta Müller (1953–)                | Alemanha ·                  | Alemão                      | "que, com a densidade da sua poesia e franqueza da prosa, retrata o universo dos desapossados" | romance, poesia                                       |
| 2010 |                             | Mario Vargas Llosa (1936–2025)      | Peru · Espanha              | Espanhol                    | "por sua cartografia das estruturas de poder e suas imagens mordazes da resistência, revolta e derrota do indivíduo" | romance, conto, ensaio, drama, memórias               |
| 2011 |                             | Tomas Tranströmer (1931–2015)       | Suécia                      | Sueco                       | "que, pelas suas condensadas e translúcidas imagens, nos dá um novo acesso à realidade" | poesia, tradução                                      |
| 2012 |                             | Mo Yan (1955–)                      | China                       | Chinês                      | "que com realismo alucinatório funde contos populares, história e contemporaneidade" | romance, conto                                        |
| 2013 |                             | Alice Munro (1931–2024)             | Canadá                      | Inglês                      | "mestra do conto contemporâneo" | conto                                                 |
| 2014 |                             | Patrick Modiano (1945–)             | França                      | Francês                     | "pela arte da memória com a qual ele evocou os destinos humanos mais inatingíveis e descobriu a vida do mundo da ocupação [alemã]" | romance                                               |
| 2015 |                             | Svetlana Alexijevich (1948–)        | Bielorrússia ·              | Russo                       | "pelos seus escritos polifônicos, um monumento ao sofrimento e à coragem em nosso tempo" | história, ensaio                                      |
| 2016 |                             | Bob Dylan (1941–)                   | Estados Unidos              | Inglês                      | "por ter criado novos modos de expressão poética no quadro da tradição da música americana" | poesia, composição musical                            |
| 2017 |                             | Kazuo Ishiguro (1954–)              | Reino Unido ·               | Inglês                      | "que, em romances de grande força emocional, descobriu o abismo sob nosso ilusório senso de conexão com o mundo" | romance                                               |
| 2018 |                             | Olga Tokarczuk (1962–)              | Polónia                     | Polonês                     | “por uma imaginação narrativa que, com paixão enciclopédica, representa o cruzamento de fronteiras como uma forma de vida” | romance, poesia, ensaio                               |
| 2019 |                             | Peter Handke (1942–)                | Áustria                     | Alemão                      | "por um trabalho influente que, com engenhosidade linguística, explorou a periferia e a especificidade da experiência humana" | romance, drama                                        |
| 2020 |                             | Louise Glück (1943–2023)            | Estados Unidos              | Inglês                      | "por sua inconfundível voz poética que com austera beleza torna universal a existência individual". | poesia, ensaio                                        |
| 2021 |                             | Abdulrazak Gurnah (1948–)           | Tanzânia ·                  | Inglês                      | "por sua penetração intransigente e compassiva dos efeitos do colonialismo e do destino dos refugiados no abismo entre culturas e continentes". | ficção                                                |
| 2022 |                             | Annie Ernaux (1940–)                | França                      | francês                     | "pela coragem e acuidade clínica com que descortina as raízes, os estranhamentos e os constrangimentos coletivos da memória pessoal". | romance, memórias, autobiografia                      |
| 2023 |                             | Jon Fosse (1959–)                   | Noruega                     | norueguês                   | "pelas suas peças e prosa inovadoras que dão voz ao indizível". | drama, romance                                        |
| 2024 |                             | Han Kang (1970–)                    | Coreia do Sul               | coreano                     | "pela sua intensa prosa poética que confronta traumas históricos e expõe a fragilidade da vida humana". | romance, poesia                                       |

### Por país
A lista abaixo refere-se às nacionalidades dos 121 laureados à época da concessão do prêmio. J. M. G. Le Clézio e Mario Vargas Llosa tinham dupla nacionalidade à época em que receberam o Nobel, aparecendo, portanto, duas vezes na lista seguinte.
| #  | País            | Qtd. | Laureados (ano do prêmio) |
| -- | --------------- | ---- | --- |
| 1  | França          | 16   | Prudhomme (1901), F. Mistral (1904), Rolland (1915), France (1921), Bérgson (1927), du Gard (1937), Gide (1947), Mauriac (1952), Camus (1957), Perse (1960), Sartre (1964), Simon (1985), Xingjian (2000), Le Clézio (2008), Modiano (2014), Ernaux (2022) |
| 2  | Estados Unidos  | 12   | Lewis (1930), O'Neill (1936), Buck (1938), Faulkner (1949), Hemingway (1954), Steinbeck (1962), Bellow (1976), Singer (1978), Brodsky (1987), Morrison (1993), Dylan (2016), Glück (2020)                                                                  |
| 3  | Reino Unido     | 11   | Kipling (1907), Galsworthy (1932), Eliot (1948), Russell (1950), Churchill (1953), Canetti (1981), Golding (1983), Naipaul (2001), Pinter (2005), Lessing (2007), Ishiguro (2017)                                                                          |
| 4  | Alemanha        | 9    | Mommsen (1902), Eucken (1908), Heyse (1910), Hauptmann (1912), Mann (1929), Böll (1972), Grass (1999), Müller (2009) |
| 4  | Suécia          | 8    | Lagerlöf (1909), von Heidenstam (1916), Karlfeldt (1931), Lagerkvist (1951), Sachs (1966), Johnson (1974), Martinson (1974), Tranströmer (2011) |
| 6  | Espanha         | 6    | Echegaray (1904), Benavente (1922), Jiménez (1956), Aleixandre (1977), Cela (1989), Llosa (2010) |
| 6  | Itália          | 6    | Carducci (1906), Deledda (1926), Pirandello (1934), Quasimodo (1959), Montale (1975), Fo (1997) |
| 8  | Polônia         | 5    | Sienkiewicz (1905), Reymont (1924), Miłosz (1980), Szymborska (1996), Tokarczuk (2018) |
| 9  | Irlanda         | 4    | Yeats (1923), Shaw (1925), Beckett (1969), Heaney (1995) |
| 9  | União Soviética | 4    | Bunin (1933), Pasternak (1958), Sholokhov (1965), Soljenítsin (1970) |
| 9  | Noruega         | 4    | Bjørnson (1903), Hamsun (1920), Undset (1928), Fosse (2023) |
| 12 | Dinamarca       | 3    | Gjellerup (1917), Pontoppidan (1917), Jensen (1944) |
| 13 | Austrália       | 2    | White (1973), Coetzee (2003) |
| 13 | Áustria         | 2    | Jelinek (2004), Handke (2019) |
| 13 | Chile           | 2    | G. Mistral (1945), Neruda (1971) |
| 13 | Grécia          | 2    | Seféris (1963), Elýtis (1979) |
| 13 | Japão           | 2    | Kawabata (1968), Oe (1994) |
| 13 | Suíça           | 2    | Spitteler (1919), Hesse (1946) |
| 19 | África do Sul   | 1    | Gordimer (1991) |
| 19 | Bélgica         | 1    | Maeterlinck (1911) |
| 19 | Bielorrússia    | 1    | Alexijevich (2015) |
| 19 | Canadá          | 1    | Munro (2013) |
| 19 | China           | 1    | Yan (2012) |
| 19 | Colômbia        | 1    | Márquez (1982) |
| 19 | Egito           | 1    | Mahfouz (1988) |
| 19 | Finlândia       | 1    | Sillanpää (1939) |
| 19 | Guatemala       | 1    | Astúrias (1967) |
| 19 | Hungria         | 1    | Kertész (2002) |
| 19 | Índia           | 1    | Tagore (1913) |
| 19 | Islândia        | 1    | Laxness (1955) |
| 19 | Israel          | 1    | Agnon (1966) |
| 19 | Ilhas Maurícias | 1    | Le Clézio (2008) |
| 19 | México          | 1    | Paz (1990) |
| 19 | Nigéria         | 1    | Soyinka (1986) |
| 19 | Peru            | 1    | Llosa (2010) |
| 19 | Portugal        | 1    | Saramago (1998) |
| 19 | Santa Lúcia     | 1    | Walcott (1992) |
| 19 | Tanzânia        | 1    | Gurnah (2021) |
| 19 | Tchecoslováquia | 1    | Seifert (1984) |
| 19 | Turquia         | 1    | Pamuk (2006) |
| 19 | Iugoslávia      | 1    | Andrić (1961) |
| 19 | Coreia do Sul   | 1    | Kang (2024) |

### Por língua
A lista abaixo refere-se às nacionalidades dos 121 laureados até 2024. Rabindranath Tagore, Samuel Beckett e Joseph Brodsky e escreviam em duas línguas diferentes, aparecendo, portanto, duas vezes na lista seguinte.
| #  | Língua       | Qtd. | Laureados (ano do prêmio) |
| -- | ------------ | ---- | --- |
| 1  | Inglês       | 33   | Kipling (1907), Tagore (1913), Yeats (1923), Shaw (1925), Lewis (1930), Galsworthy (1932), O'Neill (1936), Buck (1938), Eliot (1948), Faulkner (1949), Russell (1950), Churchill (1953), Hemingway (1954), Steinbeck (1962), Beckett (1969), White (1973), Bellow (1976), Canetti (1981), Golding (1983), Soyinka (1986), Brodsky (1987), Gordimer (1991), Walcott (1992), Morrison (1993), Heaney (1995), Naipaul (2001), Coetzee (2003), Pinter (2005), Lessing (2007), Munro (2013), Ishiguro (2017), Dylan (2016), Glück (2020) |
| 2  | Francês      | 16   | Prudhomme (1901), Maeterlinck (1911), Rolland (1915), France (1921), Bérgson (1927), du Gard (1937), Gide (1947), Mauriac (1952), Camus (1957), Perse (1960), Sartre (1964), Beckett (1969), Simon (1985), Le Clézio (2008), Modiano (2014), Ernaux (2022) |
| 3  | Alemão       | 14   | Mommsen (1902), Eucken (1908), Heyse (1910), Hauptmann (1912), Spitteler (1919), Mann (1929), Hesse (1946), Sachs (1966), Böll (1972), Canetti (1981), Grass (1999), Jelinek (2004), Müller (2009), Handke (2019) |
| 4  | Espanhol     | 11   | Echegaray (1904), Benavente (1922), G. Mistral (1945), Jiménez (1956), Astúrias (1967), Neruda (1971), Aleixandre (1977), Márquez (1982), Cela (1989), Paz (1990), Llosa (2010) |
| 5  | Sueco        | 7    | Lagerlöf (1909), von Heidenstam (1916), Karlfeldt (1931), Lagerkvist (1951), Johnson (1974), Martinson (1974), Tranströmer (2011) |
| 6  | Italiano     | 6    | Carducci (1906), Deledda (1926), Pirandello (1934), Quasimodo (1959), Montale (1975), Fo (1997) |
| 6  | Russo        | 6    | Bunin (1933), Pasternak (1958), Sholokhov (1965), Soljenítsin (1970), Brodsky (1987), Alexijevich (2015) |
| 8  | Polonês      | 5    | Sienkiewicz (1905), Reymont (1924), Miłosz (1980), Szymborska (1996), Tokarczuk (2018) |
| 9  | Norueguês    | 4    | Bjørnson (1903), Hamsun (1920), Undset (1928), Fosse (2023) |
| 10 | Dinamarquês  | 3    | Gjellerup (1917), Pontoppidan (1917), Jensen (1944) |
| 11 | Chinês       | 2    | Xingjian (2000), Yan (2012) |
| 11 | Grego        | 2    | Seféris (1963), Elýtis (1979) |
| 11 | Japonês      | 2    | Kawabata (1968), Oe (1994) |
| 14 | Árabe        | 1    | Mahfouz (1988) |
| 14 | Bengali      | 1    | Tagore (1913) |
| 14 | Finlandês    | 1    | Sillanpää (1939) |
| 14 | Hebraico     | 1    | Agnon (1966) |
| 14 | Húngaro      | 1    | Kertész (2002) |
| 14 | Iídiche      | 1    | Singer (1978) |
| 14 | Islandês     | 1    | Laxness (1955) |
| 14 | Português    | 1    | Saramago (1998) |
| 14 | Provençal    | 1    | F. Mistral (1904) |
| 14 | Servo-croata | 1    | Andrić (1961) |
| 14 | Suaíli       | 1    | Gurnah (2021) |
| 14 | Tcheco       | 1    | Seifert (1984) |
| 14 | Turco        | 1    | Pamuk (2006) |
| 14 | Coreano      | 1    | Kang (2024) |

### Por sexo
Os 121 laureados de 1901 a 2024 foram dos seguintes sexos:
| Década | Homens | Homens | Mulheres | Mulheres | Total |
| Década | Qtd.   | Porc.  | Qtd.     | Porc.    | Total |
| ------ | ------ | ------ | -------- | -------- | ----- |
| 1900   | 9      | 90%    | 1        | 10%      | 10    |
| 1910   | 9      | 100%   | 0        | 0%       | 9     |
| 1920   | 8      | 80%    | 2        | 20%      | 10    |
| 1930   | 8      | 88,9%  | 1        | 11,1%    | 9     |
| 1940   | 5      | 83,3%  | 1        | 16,7%    | 6     |
| 1950   | 10     | 100%   | 0        | 0%       | 10    |
| 1960   | 10     | 90,9%  | 1        | 9,1%     | 11    |
| 1970   | 11     | 100%   | 0        | 0%       | 11    |
| 1980   | 10     | 100%   | 0        | 0%       | 10    |
| 1990   | 7      | 70%    | 3        | 30%      | 10    |
| 2000   | 7      | 70%    | 3        | 30%      | 10    |
| 2010   | 7      | 70%    | 3        | 30%      | 10    |
| 2020   | 2      | 40%    | 3        | 60%      | 5     |
| Total  | 103    | 85,1%  | 18       | 14,9%    | 121   |